# Ron Crotty
Ronald O. Crotty (* 2. April 1929 in San Francisco; † 7. Mai 2015 in Berkeley) war ein US-amerikanischer Jazzmusiker (Kontrabass).

## Leben und Wirken
Crotty lernte als Kind zunächst Geige und sang im Chor der St. Paul’s Episcopal Church. Während des Besichs der Oakland High School wechselte er zum Kontrabass. In den 1940er-Jahren trat er mit einer Bebop-Band mit dem Trompeter Al Molina auf; außerdem spielte er mit Cal Tjader  und Tjaders künftiger Frau Pat Bandettini. Nach einem Kompositionsstudium bei Darius Milhaud am Mills College spielte er im Oktett von Dave Brubeck, mit dem 1946 erste Aufnahmen entstanden. Nach zwei Jahren Militärdienst arbeitete er erneut mit Brubeck, zunächst in dessen Trio, dann im Quartett, das der Pianist und Paul Desmond 195l gründeten (Jazz at Oberlin 1953). Unter eigenem Namen nahm er 1955 für Fantasy Records die LP Modern Music from San Francisco vor, an der Vince Guaraldi und Eddie Duran mitwirkten. Eine Alkoholerkrankung unterbrach seine Karriere; in den 1970er-Jahren arbeitete er als Gärtner im Synanon-Programm. Erst in den 1990er-Jahren war er wieder als Jazzmusiker aktiv und trat mit lokalen Musikern im Oakland Museum auf. Noch 2009 legte Crotty das Album Crotty Corman and Phipps (Auraline) vor, mit Frank Phipps (Basstrompete, Euphonium) und Tony Corman (Gitarre). Im Bereich des Jazz war er zwischen 1946 und 2008 an 21 Aufnahmesessions beteiligt. Crotty war von Jimmy Blanton und Ray Brown beeinflusst.